# 索科利尼基站 (索科利尼基線)
索科利尼基站（羅馬化：Sokolniki）是莫斯科地鐵的一個車站。索科利尼基站位於莫斯科東行政區索科利尼基區，是索科利尼基線的車站，站名取自於車站附近的索科利尼基公園。該站曾是索科利尼基線在北端的終點，開通於1935年。索科利尼基站的模型在1937年巴黎世界展覽會上獲得大獎。